# Андреа Балан
Андреа Балан (на румънски: Andreea Bălan) е румънска певица на поп и денс музика.

## Биография
Андреа Балан е родена на 23 юни 1984 г. в семейството на Сандел Балан и Валерия Балан.
Започва да пее на 10-годишна възраст под ръководството на баща си.
Андреа Балан среща румънската певица Андреа Антонеску и заедно сформират групата „Андре“, просъществувала от 1998 до 2004 г. и през 2019 г. се събират отново с песента Reset la inimă.

## Дискография

### Албуми
- Te joci cu mine (2002)
- Liberă din nou (2002)
- Așa sunt eu (2004)
- Andreea B (2006)
- SuperWoman (2009)
- Soare după nori (2021)